# Mark Demling
Mark Demling (* 4. Oktober 1951 in St. Louis) ist ein ehemaliger US-amerikanischer Fußballspieler. In der Profiliga NASL spielte er in den 1970er Jahren für die San José Earthquakes und die San Diego Sockers. Sein Bruder Arthur Demling, genannt Buzz, war ebenfalls Profifußballer und darüber hinaus US-amerikanischer Nationalspieler.

## Karriere

### College
Demling wuchs in St. Louis, Missouri auf, wo er die Saint Louis University High School besuchte. Nach der High School besuchte er die Saint Louis University, mit deren Mannschaft er 1970, 1972 und 1973, da schon als Kapitän, US-amerikanischer Collegemeister wurde. Die Saint Louis University nahm Demling 1999 in ihre Ruhmeshalle auf, zudem vergibt sie jährlich den Mark Demling Award für den Spieler mit dem größten Einsatz für die Mannschaft.

### Profifußball
Von den 1973 neu gegründeten San José Earthquakes wurde Demling in der Entry Draft an erster Stelle ausgewählt. Er spielte insgesamt fünf Saisonen in San José, die Spielzeit 1975 verpasste er allerdings verletzungsbedingt. Während der Saison 1978 wurde Demling an die San Diego Sockers transferiert, für die er in dieser Spielzeit zwölf Begegnungen absolvierte. Im folgenden Jahr kam er auf nur ein einziges Ligaspiel. 1980 ging Demling zurück zu den Earthquakes, wo er allerdings ebenfalls nur ein Spiel bestritt. Seine Laufbahn beendete er 1981 nach zwei Jahren beim Hallenfußballverein San Francisco Fog in der Major Indoor Soccer League.

## Nach der Profikarriere
Nach seiner Spielerlaufbahn arbeitete Demling in der Textilbranche. Er war ebenfalls Manager einer Schuhdistribution im kalifornischen Hayward. Später kommentierte Demling Fußballspiele für diverse TV- und Radiostationen, ab 1996 für den MLS-Klub San Jose Clash. Ab 1999 war Demling als Fußballtrainer im High-School-Bereich tätig.